# Tyson Sexsmith
Tyson Sexsmith (né le 19 mars 1989  à Calgary, dans la province de l'Alberta au Canada) est un joueur professionnel canadien de hockey sur glace. Il est gardien.